# 中国民主促进会天津市委员会
中国民主促进会天津市委员会，简称民进天津市委、天津民进，是中国民主促进会在天津市的地方组织。